# Steinbergkirche
Steinbergkirche település Németországban, Schleswig-Holstein tartományban. Lakosainak száma 2909 fő (2023. december 31.). Steinbergkirche Sterup, Dollerup, Sörup és Westerholz községekkel határos.

## Népesség
A település népességének változása:
| Lakosok száma | 2747 | 2703 | 2763 | 2803 | 2909 |
|               | 2017 | 2019 | 2021 | 2022 | 2023 |